# Clavaire de Zollinger
Clavaria zollingeri · Clavaire violette
Espèce
La clavaire de Zollinger (Clavaria zollingeri) est une espèce de champignons basidiomycètes de la famille des Clavariaceae.

## Taxonomie
L'espèce a été décrite pour la première fois par le français Joseph-Henri Léveillé en 1846. Son nom est un hommage à l'explorateur et botaniste suisse Heinrich Zollinger.

## Description
La clavaire de Zollinger a une couleur allant du violet à l'améthyste, avec des dimensions de 5 à 10 cm de haut et 4 à 7 cm de diamètre. Le pied est court et le début des ramifications démarre près du sol. En masse, les spores (produites à la surface des branches) sont blanches. Il n'a pas d'odeur caractéristique et son goût ressemble un peu à celui du radis. La comestibilité de cette espèce est inconnue.
Les spores sont à peu près sphériques, voire elliptiques, et ont des dimensions de 4-7 par 3-5 μm. Les basides (cellules porteuses des spores) sont libres et mesurent 50-60 de 7-9 μm.

## Habitat et distribution
Le champignon se développe seul ou en groupe sur un sol nu ou dans les endroits herbeux, souvent près de feuillus. Il s'agit d'une espèce saprophyte, puisant ses nutriments en décomposant la matière organique. Il a une large distribution ; il a été trouvé en Australie, Nouvelle-Zélande, Amérique du Nord, Amérique du Sud, Europe et Asie (dont Brunei et la Corée). Il est répertorié espèce menacée au Danemark.

## Composés bioactifs
Le clavaire de Zollinger contient des lectines, une classe de protéines qui se lie à des glucides spécifiques à la surface des cellules, les obligeant à s'agglutiner. Une étude coréenne a démontré que des extraits de ce champignon causaient une lymphoagglutination, une forme spécifique d'agglutination qui implique des globules blancs. En général, les lectines sont utilisées dans la détermination des groupes sanguins et la sérologie et elles sont largement utilisées en chromatographie pour la purification des protéines.